# Walter Krupinski
Walter Krupinski (Domnau, 11 novembre 1920 – Neunkirchen-Seelscheid, 7 ottobre 2000) è stato un generale e aviatore tedesco che prestò servizio nella Luftwaffe durante e dopo la seconda guerra mondiale. Come membro dell'unità Jagdverband 44 guidata dal collega Adolf Galland, fu uno dei primi piloti a combattere a bordo del bimotore a getto Messerschmitt Me 262.
Con un totale di 197 vittorie aeree ottenute in 1.100 missioni di guerra, fu uno dei migliori assi tedeschi e della storia dell'aviazione.

## Biografia

### Gli inizi di carriera
Nato l'11 novembre 1920 a Domnau, allora in Prussia orientale ma oggi territorio russo, Walter Krupinski crebbe a Braunsberg, primo figlio di Friedrich Wilhelm, di professione balivo, e di Auguste Helmke, dal cui matrimonio nacquero in seguito altri due figli maschi, Paul e Günther. Paul entrò come sommergibilista nella Kriegsmarine, la marina militare della Germania nazista, venendo ucciso in azione l'11 novembre 1944 mentre era a bordo dell'U-771 con il grado di Oberleutnant zur See (assimilabile al sottotenente di vascello).
Walter entrò nel Servizio lavoro del Reich (Reichsarbeitsdienst) e quindi, pochi giorni prima dell'inizio della seconda guerra mondiale, nella Luftwaffe, l'aeronautica militare. Dal novembre di quell'anno all'ottobre 1940 espletò l'addestramento basico al volo a Gatow, mentre già il 1º luglio 1940 era stato destinato alla 5ª Scuola per piloti di aerei da caccia (Jagdfliegerschule 5) di Schwechat. Uno dei suoi colleghi di corso fu il futuro asso dell'aviazione Hans-Joachim Marseille. Colleghi di stanza erano invece Walter Nowotny, Paul Galland, fratello di Adolf Galland, e Peter Göring, nipote del Reichsmarschall Hermann Göring.

### Oltre le cento vittorie
Inviato il 1º ottobre 1940 al Gruppo caccia da addestramento di Merseburg (Ergänzungs-Jagdgruppe Merseburg), venne finalmente destinato al suo primo reparto di prima linea, vale a dire nella 6ª Squadriglia (Staffel) del 52º Stormo caccia (Jagdgeschwader 52 – JG 52) comandata in quel periodo dal caposquadriglia (Staffelkapitän) Rudolf Resch, colui che più tardi diede a Krupinski il soprannome di "Graf Punski" (Conte Punski, a volte semplicemente "Der Graf", Il Conte), in riferimento a una conversazione notturna avvenuta tra i due: quando Krupinski informò Resch di essere originario della Prussia Orientale, quest'ultimo, che aveva un ex professore di storia slava come padre, lo informò che il suffisso "ski" o "zky" contraddistingueva i proprietari terrieri o i cosiddetti Freiherr, figure poste al più basso gradino nobiliare nell'Europa orientale del Medioevo.
Dalle trenta missioni sopra i cieli dell'Inghilterra Walter Krupinski ne uscì senza vittorie, per ottenere la prima delle quali dovette attendere l'operazione Barbarossa che aprì il fronte orientale contro l'Unione Sovietica: la prima vittima fu, nel settembre 1941, un bombardiere sovietico Ilyushin DB-3 a sud di Leningrado. A fine anno contava già sette vittorie, diventate cinquanta nell'agosto del 1942 che gli valsero la Croce tedesca in oro, preludio alla Croce di Cavaliere della Croce di Ferro ricevuta il 29 ottobre dopo altre sei vittorie. Il 25 ottobre fu abbattuto in combattimento aereo e rimase ferito, salvandosi col paracadute. Il 19 novembre conseguì la sua sessantacinquesima vittoria, dopodiché trascorse tre mesi come istruttore di caccia in Francia. Krupinski tornò al fronte nel marzo 1943, venendo nominato a maggio Staffelkapitän della 7ª Squadriglia del JG 52. Suo gregario era Erich Hartmann, il futuro asso degli assi dell'aviazione, che ebbe modo di imparare da Krupinski alcune utili tattiche di combattimento aereo ravvicinato. Volando dalla penisola di Taman', Krupinski si distinse nella battaglia di Kursk abbattendo due LaGG sovietici il 5 luglio (vittorie numero ottantanove e novanta), ma rimase ferito quando il suo Bf 109G-6 si scontrò in atterraggio con un altro Bf 109.
Il 18 agosto conseguì la centesima vittoria, il 12 ottobre la centocinquantesima ai danni di un caccia LaGG e il giorno seguente, ancora facendo precipitare un altro LaGG, segnò la millesima vittoria per la 7ª Squadriglia. Raggiunte le centosettantaquattro vittorie il 26 febbraio, il Conte Punski venne segnalato per aggiungere le fronde di quercia alla sua Croce di Cavaliere. Fu richiamato insieme ad Hartmann presso il ministero dell'aria (Reichsluftfahrtministerium) a Berlino, dove arrivarono il 2 marzo 1944. Qui appresero che il premio gli sarebbe stato conferito direttamente da Adolf Hitler. Quando si recarono nella stazione dell'Anhalt per prendere il treno notturno che li avrebbe portati a Berchtesgaden incontrarono altri piloti della Luftwaffe, anch'essi diretti dal Führer per essere decorati: si trattava dei "cacciatori" Gerhard Barkhorn, Johannes Wiese, Kurt Bühligen, Horst Ademeit, Reinhard Seiler, Hans-Joachim Jabs e Maximilian Otte, dei piloti di bombardieri Bernhard Jope e Hansgeorg Bätcher, e dell'ufficiale della Flak Fritz Petersen. Insieme si ubriacarono nel treno bevendo cognac e champagne, arrivando a Berchtesgaden sorreggendosi a vicenda per non cadere per terra, davanti agli occhi increduli del maggiore (Major) Nicolaus von Below, aiutante personale di Hitler per la Luftwaffe.

### In difesa del Reich
Giunte le centosettantasette vittorie, il 18 aprile 1944 Krupinski lasciò il JG 52 diretto in Germania per la difesa del Reich, nel ruolo di comandante della 1ª Squadriglia del 5º Stormo caccia (Jagdgeschwader 5). Promosso capitano (Hauptmann) nel maggio 1944, divenne quindi comandante di gruppo (Gruppenkommandeur) del II./JG 11, inviato d'urgenza in Normandia per supportare l'esercito con missioni di attacco al suolo. Krupinski ottenne altre dieci vittorie prima di rimanere ferito e ustionato in un combattimento aereo il 12 agosto. In ogni caso, il 27 settembre fu nominato comandante del III./JG 26. Nel marzo 1945 fu chiamato a unirsi alla Jagdverband 44, un'unità equipaggiata esclusivamente con i nuovi bimotore a getto Messerschmitt Me 262, pilotati da alcuni dei migliori assi tedeschi. Iniziò l'addestramento su questo nuovo aereo il 2 aprile, con il quale ottenne le sue ultime due vittorie il 16 e 26 aprile 1945.
Fu catturato dalle truppe statunitensi il 5 maggio 1945, scontando via via la prigionia a Salisburgo, Bad Aibling, Heilbronn, Heidelberg, Inghilterra, Francia, Monaco di Baviera e Tegernsee. Fu rimesso in libertà il 26 settembre 1945.
In totale l'asso della Prussia Orientale totalizzò 197 vittorie (177 sul fronte orientale e 20 al fronte occidentale) in 1.100 missioni di guerra. Fu ferito cinque volte e dovette paracadutarsi fuori dall'aereo quattro volte. Non perse mai un gregario.

### Periodo postbellico: con la Bundeswehr
Terminata la guerra e la prigionia Krupinski, esperto di guerra aerea, fu contattato dall'ex generale Reinhard Gehlen, comandante dei servizi segreti dell'esercito nazista al fronte orientale, per unirsi all'Organizzazione Gehlen, che dalla fine del 1945 aiutava gli Alleati a raccogliere informazioni sulle truppe presenti nella zona di occupazione sovietica. L'ex pilota della Luftwaffe, che svolse questo lavoro fino al 1953, parlò poco di questo periodo della sua vita e non si hanno molte informazioni sul suo operato.
Il 15 dicembre 1952 intanto si era unito all'Agenzia "Blank", così chiamata perché guidata da Theodor Blank, che aveva in pratica ricevuto il compito di gettare le basi del futuro ministero della difesa della Repubblica Federale Tedesca. Ricevuto il grado di maggiore nel 1957, Krupinski divenne il comandante del 33º Stormo cacciabombardieri (Jagdbombergeschwader 33 – JaBoG 33), la prima unità della Luftwaffe postbellica dotata di aerei a reazione. Dal 1966, ora brigadier generale (Brigadegeneral), fu messo al vertice del Comando per l'addestramento della Luftwaffe (Luftwaffen-Ausbildungs-Kommando) in Texas. Tre anni dopo, nel luglio 1969, passò al comando della 3ª Divisione della Luftwaffe quindi, nel 1971, fu scelto come capo di stato maggiore della 2ª Forza aerea tattica alleata (Second Allied Tactical Air Force). La sua brillante carriera terminò forzatamente prima del previsto l'8 novembre 1976, quando venne congedato a causa dello scandalo Rudel con il grado di tenente generale (Generalleutnant).
Morì a Neunkirchen-Seelscheid il 7 ottobre del 2000.